# تحلیل‌گر اعوجاج هارمونیک کل
یک تحلیل‌گر اعوجاج هارمونیک کل محتوای هارمونیک یک موج سینوسی با مقداری اعوجاج را محاسبه می‌کند، که به عنوان اعوجاج هارمونیک کل (تی‌اچ‌دی) بیان شده‌است. یک کاربرد معمولی تعیین تی‌اچ‌دی یک تقویت‌کننده با استفاده از ورودی سینوسی با اعوجاج بسیار کم و بررسی کردن خروجی است. رقم اندازه‌گیری شده شامل نویز و بخشی از فیلترکردن ناقص از بسامد پایه است. اندازه‌گیری هارمونیک به هارمونیک، بدون نویز باندپهن، می‌تواند توسط یک تحلیل‌گر موج پیچیده‌تر اندازه‌گیری شود.
کاربرد دیگر اندازه‌گیری اثربخشی فیلتر الکترونیکی با باندگذر بسیار باریک، مانند فیلتر ناچ در اکولایزر پارامتری است.

## انواع وسیله اندازهگیری تی‌اچ‌دی
انواع مختلفی از تحلیل‌گر اعوجاج وجود دارد:

1. حذف هارمونیک اصلی [۱]
2. نوع هتروداین [۲]
3. مدار تنظیم‌شده
4. تحلیلگر طیف